# 22630 Wallmuth
22630 Wallmuth è un asteroide della fascia principale. Scoperto nel 1998, presenta un'orbita caratterizzata da un semiasse maggiore pari a 2,4420112 UA e da un'eccentricità di 0,1725692, inclinata di 4,24323° rispetto all'eclittica.